# Thomas Gravesen
Thomas Gravesen, född 11 mars 1976 i Vejle, Danmark är en dansk före detta professionell fotbollsspelare. Han har spelat 60 landskamper och gjort 5 landslagsmål. 
Han har spelat för Vejle Boldklub (1995-1997), Hamburger SV (1997-2000), Everton (2000-2005) och Real Madrid (2005-2006), Celtic (2006-2007) och från augusti 2007 i Everton igen. 
Thomas har även varit med som skådespelare under filmen Goal II:s inspelning.
Gravesen meddelade i januari 2009 att han lägger av med fotbollen.